# Zuazu (Izagaondoa)
Zuazu (Zuhatzu en euskera) es una entidad de población española del municipio de Izagaondoa, perteneciente a la Comunidad Foral de Navarra.

## Historia
Hacia mediados del siglo XIX, el lugar, ya por entonces perteneciente a Izagaondoa, tenía contabilizada una población de 107 habitantes. Aparece descrito en el decimosexto y último volumen del Diccionario geográfico-estadístico-histórico de España y sus posesiones de Ultramar de Pascual Madoz con las siguientes palabras:

ZUAZU: l. del ayunt. y valle de Izagaondoa en la prov. y c. g. de Navarra, part. jud. de Aoiz (2 leg.), aud. terr. y dióc. de Pamplona (4). sit. al pie de la sierra de Izaga; clima frio; reina el viento N. y se padecen catarros é inflamaciones. Tiene 22 casas; escuela de ambos sexos frecuentada por 24 alumnos y dotada con 60 robos de trigo; igl. parr. (la Purificacion de Ntra. Sra.) servida por un abad de provision de los vec.; cementerio contiguo á la misma; una ermita (San Miguel) y dos fuentes en sus inmediaciones. El térm. confina N. Mendinueta; E. Reta; S. Alzorriz, y O. Artariz; comprendiendo al S. de su circunferencia la sierra de Izaga poblada de robles, hayas, chaparros, bojes y otros arbustos; un pequeño soto y canteras de piedra. El terreno es secano y á propósito para trigo, le atraviesa un arroyo que se forma en sus vertientes. caminos: los locales en mal estado: el correo se recibe de Urroz. prod.: trigo, avena, maiz, vino y varios menuceles; cria de ganado vacuno, mular y lanar; caza de percices. pobl.: 22 vec., 107 alm. riqueza con el valle (V.).
(Madoz, 1850, p. 673)

En 2022, tenía empadronados nueve habitantes.